# Галван, Антонио Дино
Анто́нио Дино Галва́н Буэно (порт.-браз. Antônio Dino Galvão Bueno; 21 сентября 1901, Рио-де-Жанейро — 11 сентября 1993, Сан-Паулу) — бразильский футболист, полузащитник.

## Карьера
Дино начал карьеру в клубе «Американо» из Кампус-дус-Гойтаказис в 1916 году. В 1918 году он перешёл в клуб «Фламенго», где дебютировал 29 декабря в матче чемпионата штата с клубом «Сан-Кристован» (1:5). 26 октября он забил первый мяч за клуб, поразив ворота клуба «Кариоки» (4:0). В 1920 году он стал чемпионом штата, при этом клуб не проиграл ни одного матча в турнире. В 1921 году Дино выиграл свой второй титул. Футболист выступал за клуб до 1924 года, проведя 111 матчей и забил 5 голов. Последний матч за клуб Дино провёл 19 октября 1924 года с «Бангу» (4:1).
В составе сборной Бразилии Дино дебютировал 2 октября 1921 года на чемпионате Южной Америки с Аргентиной (0:1). На турнире он провёл все три матча, а бразильцы заняли второе место. В 1923 году Дино поехал на свой второй чемпионат Южной Америки. Он сыграл в первом матче турнира с Парагваем (0:1), но после этого поражения его вытеснил из состава Клеобуло Фария. Бразилия заняла на турнире последнее место. Также он играл за сборную на Кубок Содружества Бразилии и Аргентины и Кубке Рока. Матч на этом турнире с Аргентиной стал последним для Дино за национальную команду. Всего за сборную полузащитник провёл семь матчей.

## Международная статистика
| Матчи Дино за сборную Бразилии | Матчи Дино за сборную Бразилии | Матчи Дино за сборную Бразилии | Матчи Дино за сборную Бразилии | Матчи Дино за сборную Бразилии | Матчи Дино за сборную Бразилии | Матчи Дино за сборную Бразилии         |
| ------------------------------ | ------------------------------ | ------------------------------ | ------------------------------ | ------------------------------ | ------------------------------ | -------------------------------------- |
| №                              | Дата                           | Место проведения               | Оппонент                       | Счёт                           | Голы                           | Турнир                                 |
| 1                              | 2 октября 1921                 | Буэнос-Айрес                   | Аргентина                      | 0:1                            | —                              | Чемпионат Южной Америки                |
| 2                              | 12 октября 1921                | Буэнос-Айрес                   | Парагвай                       | 3:0                            | —                              | Чемпионат Южной Америки                |
| 3                              | 23 октября 1921                | Буэнос-Айрес                   | Уругвай                        | 1:2                            | —                              | Чемпионат Южной Америки                |
| 4                              | 11 ноября 1923                 | Монтевидео                     | Парагвай                       | 0:1                            | —                              | Чемпионат Южной Америки                |
| 5                              | 28 ноября 1923                 | Дурасно                        | Сборная Дурасно                | 9:0                            | —                              | Товарищеский матч                      |
| 6                              | 2 декабря 1923                 | Буэнос-Айрес                   | Аргентина                      | 2:0                            | —                              | Кубок Содружества Бразилии и Аргентины |
| 7                              | 9 декабря 1923                 | Буэнос-Айрес                   | Аргентина                      | 0:2                            | —                              | Кубок Рока                             |

## Достижения
- Чемпион штата Рио-де-Жанейро: 1920, 1921
- Обладатель Кубка Содружества Бразилии и Аргентины: 1923